# Calumbi
Calumbi é um município brasileiro do estado de Pernambuco. Administrativamente, o município é formado pelo distrito sede e pelos povoados de Tamborilzinho e Roças Velhas. Sua população estimada no ano de 2017 era de 5.736 habitantes, sendo o 16º município mais populoso da Microrregião do Pajeú.

## História
As terras onde se localiza hoje o município de Calumbi pertenciam à família BARBOSA, que foram os primeiros povoadores. Ali edificaram uma igreja devotada a Nossa Senhora da Conceição, onde é celebrada sua festa desde 8 de dezembro de 1877. O povoado foi inicialmente chamado de São Serafim em homenagem ao frei serafim de catanea,sendo esse um dos feriados municipais no dia 14 de maio conforme lei 635/2017, publicada em 18 de Maio 2017,  e pertencia à comarca de Flores. Pelo decreto-lei nº 92, de 31 de Março de 1938, o distrito de São Serafim passou a denominar-se Calumbi, em virtude da grande quantidade da planta arbustiva de mesmo nome. Elevado à categoria de município pela lei estadual nº 4938 de 20 de Dezembro de 1963.O primeiro prefeito foi nomeado pelo governador Miguel Arraes de Alencar através do Ato nº 1.028 de 21 de fevereiro de 1964, o sr Manoel Belarmino de Souza (DUNGA) e ocorreu sua posse em 1º de abril de 1964. O primeiro prefeito eleito pelo povo ocorreu em 15 de novembro de 1964, como candidato único do Sr Antonio Gomes de Lima, houve uma combinação para não ter vice e simplesmente os candidatos a vereadores ser o numero de sete  (07), pois, o municio era pobre e não tinha necessidade de despesas altas. Onde foi eleitos para compor a Câmara os Senhores; Lourival Antonio Simões, (comerciante e Marceneiro, Manoel Cordeiro de Siqueira ( comerciante) Manoel Viana de Lima ( Neco Viana), Antonio Alexandre Lima ( Antonio de Xana), Dioclécio Viana de Lima, Neco Batata, Cremício Viana de Lima foi Vice-Prefeito de Calumbi no início.

## Geografia
Localiza-se a uma latitude 07º56'29" sul e a uma longitude 38º09'00" oeste, estando a uma altitude de 446 metros.
Possui uma área de: 221 km².
O município está incluído na área geográfica de abrangência do semiárido brasileiro, definida pelo Ministério da Integração Nacional em 2005. Esta delimitação tem como critérios o índice pluviométrico inferior a 800 mm, o índice de aridez até 0,5 e o risco de seca maior que 60%.

### Relevo
O município localiza-se na unidade geoambiental Depressão Sertaneja. O relevo é suave-ondulado, com vales estreitos e vertentes dissecadas. As cristas e outeiros são residuais que sofreram intensa erosão.

### Vegetação
A vegetação predominante é a caatinga hiperxerófila com trechos de Floresta Caducifólia.

### Hidrografia
O município de Calumbi encontra-se situado na Bacia Hidrográfica do Rio Pajeú. Seus principais tributários são o Rio Pajeú e os riachos de regime intermitente: do Covão, córrego do Gama, dos Barreiros, Cabaceira, Camaleão, Grande, da Cachoeira, do Bom Jesus, da Onça, Bituriana, da Lagoa, Santa Clara e São Domingos.

### Economia
A atividade econômica predominante é a agricultura. Possui lavouras temporárias de algodão herbáceo, feijão, mandioca e milho e lavoura permanente de algodão herbáceo e banana. A pecuária também compõe a economia local (aves, gado bovino, caprino, ovino e suíno). Possui também um grande número de dependentes de programas de ajuda governamental, como o Bolsa Família.